# 夜鳴きうぐいす (ストラヴィンスキー)

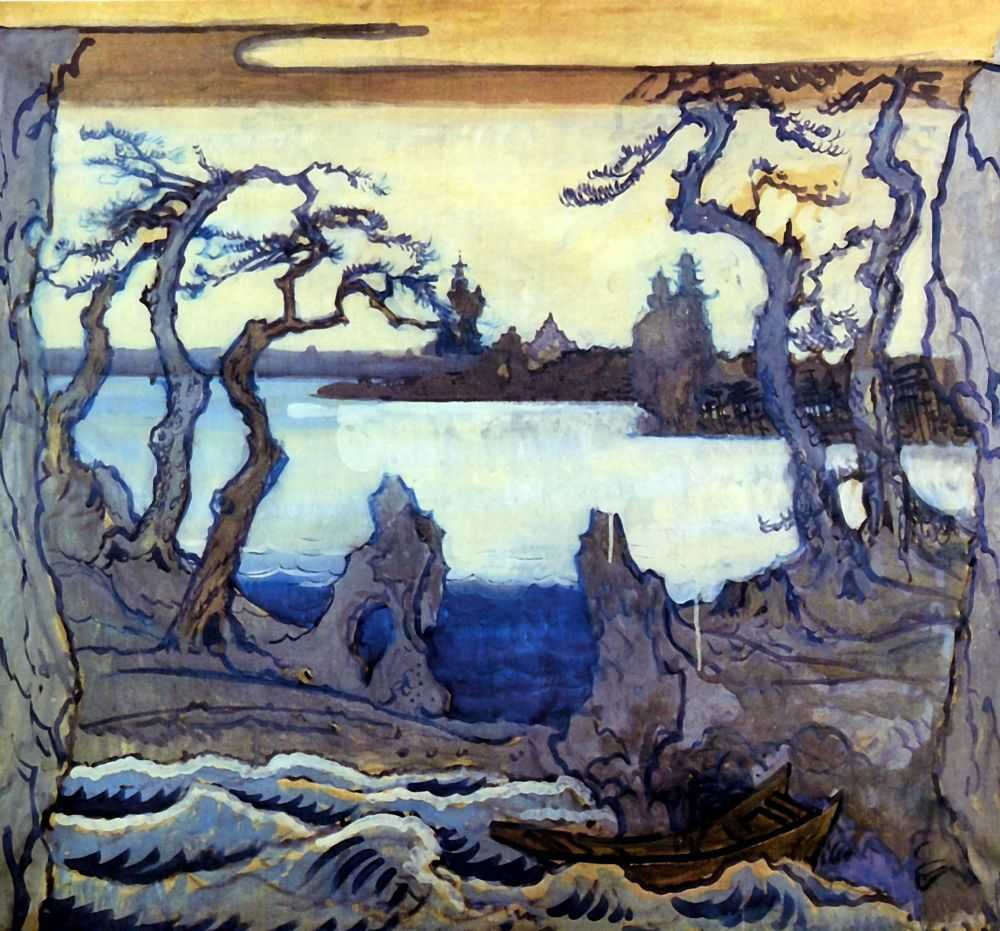
ベノワによる舞台デザイン

抒情劇『夜鳴きうぐいす』（よなきうぐいす、ロシア語: Соловей、フランス語: Le rossignol）は、イーゴリ・ストラヴィンスキーによる3幕のオペラ。
ハンス・クリスチャン・アンデルセンの『小夜鳴き鳥と中国の皇帝』に基づき、作曲者自身とステパン・ミトゥーソフがロシア語で台本を作成。

## 作曲の経緯
ストラヴィンスキーは1908年に本作の作曲に取り掛かり、第1幕を完成させた。自伝では『夜鳴きうぐいす』のスケッチを師のリムスキー＝コルサコフに激励されたと述べているが、実際にはリムスキー＝コルサコフの生前に作曲を始めていた様子はない。しかし、セルゲイ・ディアギレフから『火の鳥』の作曲を依頼されたために『夜鳴きうぐいす』の作曲はいったん中断された。
1913年になって、モスクワ自由劇場からの注文によって残り2幕を書くことになった。契約の額は1万ルーブルという巨額だった。当時はすでに『春の祭典』の上演後であり、音楽語法が1908年とはまったく変化していたが、第1幕と第2幕以降はまったく内容が異なるから音楽が異なっても構わないだろうとストラヴィンスキーは考えた。しかし1914年はじめにモスクワ自由劇場は倒産してしまい、上演計画は宙に浮いた。この知らせを聞いたディアギレフは、『夜鳴きうぐいす』をバレエ・リュスで上演することにした。

## 初演
初演は1914年5月26日にパリのガルニエ宮において、セルゲイ・ディアギレフの制作によって行われた。オペラはロシア語で歌われた。
- 振付：ボリス・ロマノフ
- 美術：アレクサンドル・ベノワ
- 指揮：ピエール・モントゥー

ストラヴィンスキーは初演の美術と上演を高く評価している。

## 登場人物
- 夜鳴きうぐいす（ソプラノ）
- 料理人（ソプラノ）
- 漁師（テノール）
- 中国の皇帝（バリトン）
- 従者（バス）
- 僧侶（バス）
- 死神（アルト）
- 日本の大使たち（テノールとバス）
- 廷臣たち

## 楽器編成
フルート3、オーボエ2、コーラングレ、クラリネット3、ファゴット2、コントラファゴット、ホルン4、トランペット4、トロンボーン3、チューバ、ティンパニ、シンバル、アンティーク・シンバル、トライアングル、小太鼓、大太鼓、グロッケンシュピール2、タンブリン、タムタム、ピアノ、チェレスタ、ギター（任意）、マンドリン、弦五部

## 演奏時間
約47分（各17分、16分、14分)

## 粗筋

### 第1幕
夜明け前の海辺で漁師が船に乗って歌う。漁師の楽しみは夜鳴きうぐいすが訪れて歌うことだった。そこへ都から従者・僧侶・料理人らがやってきて夜鳴きうぐいすを探す。最初はさまざまな音を夜鳴きうぐいすとまちがえるが、ようやく本物の夜鳴きうぐいすに出会って、宮廷で歌うようにという皇帝からの招待を伝える。夜鳴きうぐいすは、自分は自然の中で歌う方が好きだが、皇帝の招きならば応じると答える。一行は夜鳴きうぐいすを連れて都へ帰っていく。

### 第2幕
皇帝のいる陶器の宮殿はお祭り騒ぎで、何千ものたいまつや花が飾られる。皇帝の前で夜鳴きうぐいすは歌い、皇帝は感動して涙を流す。
そこへ日本からの3人の使者が到着し、日本の皇帝からの贈り物として機械仕掛けのうぐいすを献上する。機械のうぐいすが歌う間、本物の夜鳴きうぐいすはこっそりと宮殿から去る。皇帝は夜鳴きうぐいすがいなくなったことに気づいて不機嫌になる。
舞台の外で、死が近づいていることを漁師は歌う。

### 第3幕
皇帝は病気が重く、死神が皇帝の冠・剣・旗をつけてベッドの横にすわり、幽霊の合唱が皇帝の善行や悪行を歌う。そこへ夜鳴きうぐいすが帰ってきて歌い、死神から冠・剣・旗を取り戻す。死神と幽霊は去る。
廷臣が皇帝の寝室にやってくるが、皇帝が完全に健康を取り戻したのをみて驚いて平伏する。
幕が落ちた後、漁師が再び舞台の外で歌う。

## 編曲
1917年にストラヴィンスキーは、第2幕「夜鳴きうぐいすの歌」（Le chant du Rossignole）以降をもとに、交響詩『ナイチンゲールの歌』（Le chant du Rossignole）を編曲している。